# Mont Avic e Mont Emilius
Mont Avic e Mont Emilius este o arie protejată (arie de protecție specială avifaunistică — SPA) din Italia întinsă pe o suprafață de 31.544 ha, integral pe uscat.

## Localizare
Centrul sitului Mont Avic e Mont Emilius este situat la coordonatele 45°35′11″N 7°32′03″E / 45.586405°N 7.534075°E.

## Înființare
Situl Mont Avic e Mont Emilius a fost declarat arie de protecție specială avifaunistică în februarie 2007 pentru a proteja 4 specii de plante și 27 de specii de animale.

## Biodiversitate
Situată în ecoregiunea alpină, aria protejată conține 28 de habitate naturale: Lespezi calcaroase, Pajiști stepice subpanonice, Turbării active, Mlaștini împădurite, Pante stâncoase calcaroase cu vegetație casmofită, Grohotișuri silicioase de la nivelul montan până la nivelul zăpezii (Androsacetalia alpinae și Galeopsietalia ladani), Grohotișuri calcaroase și de șisturi calcaroase de la nivelul montan până la nivelul alpin (Thlaspietea rotundifolii), Pajiști alpine și subalpine calcaroase, Mlaștini alcaline, Fânețe montane, Liziere de ierburi înalte hidrofile de câmpie și de nivel montan până la alpin, Formațiuni pioniere alpine de Caricion bicoloris-atrofuscae, Izvoare petrifiante cu formare de travertin (Cratoneurion), Formațiuni ierboase bogate în specii de Nardus, dezvoltate pe substraturi silicioase în zone montane (și în zone submontane, în Europa continentală), Tufărișuri subarctice cu Salix spp., Păduri de fag Luzulo-Fagetum, Pajiști boreale și alpine pe substrat silicios, Ghețari permanenți, Păduri montane și subalpine de Pinus uncinata (* dezvoltate pe substrat gipsos sau calcaros), Pajiști uscate seminaturale și facies de acoperire cu tufișuri pe substraturi calcaroase (Festuco-Brometalia) (* situri importante pentru orhidee), Ape stătătoare oligotrofe până la mezotrofe, cu vegetație de Littorelletea uniflorae și/sau de Isoëto-Nanojuncetea, Păduri alpine de Larix decidua și/sau Pinus cembra, Pante stâncoase silicioase cu vegetație casmofită, Mlaștini turboase de tranziție și turbării mișcătoare, Râuri de munte și vegetația erbacee de pe malurile acestora, Formațiuni de Juniperus communis pe lande sau pajiști calcaroase, Pajiști alpine și boreale, Roci stâncoase cu vegetație pionieră de Sedo-Scleranthion sau Sedo albi-Veronicion dillenii.
La baza desemnării sitului se află mai multe specii protejate:
- plante (4): Asplenium adulterinum, Astragalus alopecurus, Riccia breidleri, Trifolium saxatile
- păsări (22): uliu porumbar (Accipiter gentilis), minunița (Aegolius funereus), ciocârlie-de-câmp (Alauda arvensis), potârnichea de stâncă (Alectoris graeca saxatilis), acvilă de munte (Aquila chrysaetos), buha (Bubo bubo), Carduelis citrinella, șerpar (Circaetus gallicus), ciocănitoare neagră (Dryocopus martius), șoim călător (Falco peregrinus), ciuvică (Glaucidium passerinum), zăgan (Gypaetus barbatus), Lagopus muta helvetica, Lyrurus tetrix tetrix, mierlă de piatră (Monticola saxatilis), cinghiță alpină (Montifringilla nivalis), alunar (Nucifraga caryocatactes), viespar (Pernis apivorus), Pyrrhocorax pyrrhocorax, mărăcinar (Saxicola rubetra), sitar de pădure (Scolopax rusticola), fluturașul de stâncă (Tichodroma muraria)
- mamifere (2): liliac cârn (Barbastella barbastellus), lupul (Canis lupus)
- nevertebrate (2): fluturele auriu (Euphydryas aurinia), Euplagia quadripunctaria
- pești (1): Salmo marmoratus

Pe lângă speciile protejate, pe teritoriul sitului au mai fost identificate 71 de specii de plante, 2 specii de amfibieni, 13 specii de mamifere, 2 specii de nevertebrate.